# Assunção, Ajuda, Salvador e Santo Ildefonso
Assunção, Ajuda, Salvador e Santo Ildefonso é uma freguesia portuguesa do município de Elvas, com 98,66 km² de área e 9059 habitantes (censo de 2021). A sua densidade populacional é 91,8 hab./km².

## História
Foi constituída em 2013, no âmbito de uma reforma administrativa nacional, pela agregação das antigas freguesias de Assunção e Ajuda, Salvador e Santo Ildefonso e tem a sede em Assunção. Esta agregação acabou com uma das particularidades do concelho de Elvas: o facto de até aí ter tido duas das poucas freguesias portuguesas territorialmente descontínuas (para além de Ajuda, Salvador e Santo Ildefonso, também a freguesia de Alcáçova).

Antigas freguesias que deram origem à Freguesia de Assunção, Ajuda, Salvador e Santo Ildefonso (Elvas).

## Demografia
A população registada nos censos foi:
| Distribuição da População por Grupos Etários | Distribuição da População por Grupos Etários | Distribuição da População por Grupos Etários | Distribuição da População por Grupos Etários | Distribuição da População por Grupos Etários | Distribuição da População por Grupos Etários |
| -------------------------------------------- | -------------------------------------------- | -------------------------------------------- | -------------------------------------------- | -------------------------------------------- | -------------------------------------------- |
| Antes da agregação                           |                                              |                                              |                                              |                                              |                                              |
| Ano                                          | 0-14 anos                                    | 15-24 anos                                   | 25-64 anos                                   | >= 65 anos                                   | Total                                        |
| 2001                                         | 1721                                         | 1322                                         | 4728                                         | 1650                                         | 9421                                         |
| 2011                                         | 1593                                         | 1141                                         | 5125                                         | 1829                                         | 9688                                         |
| Após a agregação                             |                                              |                                              |                                              |                                              |                                              |
| Ano                                          | 0-14 anos                                    | 15-24 anos                                   | 25-64 anos                                   | >= 65 anos                                   | Total                                        |
| 2021                                         | 1303                                         | 998                                          | 4703                                         | 2055                                         | 9059                                         |